# Szántó Balázs
Szántó Balázs (Dunaújváros, 1992. március 14. –) magyar színész.

## Életpályája
A helyi Bánki Donát Gimnázium és Szakközépiskolában érettségizett dráma tagozaton. 2008–2011 között a Földessy Margit Drámastúdió növendéke volt. Az egyetem előtt két évet a Pesti Magyar Színiakadémián tanult. 2013–2018 között a Színház- és Filmművészeti Egyetem hallgatója volt. Osztályfőnökei Zsámbéki Gábor és Fullajtár Andrea voltak. 2018-ban szerzett diplomát.
Egyetemi gyakorlatát a Vígszínházban töltötte, melynek 2018-tól tagja. 2022-ben elnyerte a Hegedűs Gyula-emlékgyűrűt.

## Színházi szerepei
- Sárga vonal – Ódry Színpad, rendezte: Zsámbéki Gábor
- Übü király – Federovics; Ódry Színpad, rendezte: Lukáts Andor
- Elfogadásra javaslom – Ódry Színpad, rendezte: Széphelyi Júlia
- Fondor és Szerelem – Ódry Színpad, rendezte: Zsótér Sándor
- A köpenicki kapitány – Ódry Színpad, rendezte: Szilágyi Bálint
- Roberto Zucco – Ódry Színpad, rendezte: Horváth Csaba
- Hangulatkocsma – Marsi Bálint, Ódry Színpad, rendezte: Kocsis Gergely
- Kalucsni – Ódry Színpad, rendezte: Máté Gábor
- Kócosak – Ódry Színpad, rendezte: Kocsis Gergely
- Karnyóné – Bohózat úszósapkában, rendezte: Szilágyi Bálint
- Félelem és fogcsikor – zenés nyomorgás a Harmadik Birodalomban, Ódry Színpad, rendezte: Tárnoki Márk
- A Pál utcai fiúk – Weisz; Vígszínház, rendezte: Marton László
- Hamlet – Bernardo; Vígszínház, rendezte: Eszenyi Enikő
- Háború és Béke – Nyikolaj; Vígszínház, rendezte: Alekszandr Bargman
- Rendezés – Vígszínház, rendezte: Szikszai Rémusz
- A padlás – Herceg; Vígszínház, rendezte: Marton László
- A dzsungel könyve – Csil; Pesti Színház, rendezte: Hegedűs D. Géza
- A félkegyelmű – Ivolgin/Doktorenko; Pesti Színház, rendezte: ifj. Vidnyánszky Attila
- Bíborsziget – Őne-Kiki; Pesti Színház, rendezte: Hegedűs D. Géza
- Kozmikus Magány – Asztrobiológus; Vígszínház, rendezte: Király Dániel
- Baal – Johannes; Pesti Színház, rendezte: Horváth Csaba
- A nagy Gatsby – Konferanszié; Vígszínház, rendezte: ifj. Vidnyánszky Attila
- Szajré – Hal; Ódry Színpad, rendezte: Dino Benjamin
- A doktor úr – Csató; Vígszínház, rendezte: Zsótér Sándor
- Törless iskolaévei – Beineberg, Tantermi előadás, Thealter, rendezte: Tárnoki Márk
- Az öreg hölgy látogatása – Mieder; Vígszínház, rendezte: Rudolf Péter
- Szócső – Declan Swan; Mozsár Műhely, rendezte: Szilágyi Bálint
- A pillangók szabadok – Don Baker; Art Szín-Tér; rendezte: Csiby Gergely
- A tehetséges Mr. Ripley – Tom Ripley; Művészetek Völgye; rendezte: Csiby Gergely
- Szélvész után is szép vagy – Bence; Vígszínház, rendezte: Dino Benjamin[5]
- 80 nap alatt a Föld körül – Jean Passepartout; Vígszínház, rendezte: Magács László
- Szeget szeggel – Énekes; Vígszínház, rendezte: Rudolf Péter
- Pinokkió – Fakabát, Ószeres, Fogadós, Kocsis; Vígszínház; rendezte: Keresztes Tamás
- Csoda – Zöld Géza; Vígszínház; rendezte: Dino Benjamin
- Mercedes Benz - Gróf; Vígszínház; rendezte: Zsótér Sándor
- Rózsák háborúja - ArtSzíntér; rendezte: Csiby Gergely
- Rémségek kicsiny boltja - Vígszínház; rendezte: Novák Eszter

## Filmjei
- 200 első randi (2018) ...Márton Péter
- Családi kör (2019-2023)
- Csak színház és más semmi (2019)
- Mintaapák (2020)
- Így vagy tökéletes (2021)
- Hogyan tudnék élni nélküled? (2024)
- Semmi (2024)

## Díjai, elismerései
- Hegedűs Gyula-emlékgyűrű (2022)[6]
- A kiscsillag is csillag díj (2025)[7]